# Cosmic Background Explorer
Il Cosmic Background Explorer (COBE), a volte citato come Explorer 66, è stato un satellite scientifico lanciato dalla NASA il 18 novembre 1989. La sua missione era di misurare lo spettro della radiazione cosmica di fondo a microonde (CMBR) e di cercare eventuali disuniformità in questa radiazione.
La missione fu un successo: dopo aver trovato che (in perfetto accordo con le previsioni teoriche) la CMBR ha uno spettro di corpo nero ad una temperatura di 2,726 kelvin, nel 1992 furono anche pubblicate le mappe della CMBR ottenute da COBE, che per la prima volta rivelavano variazioni spaziali dell'emissione. La misurazione di queste piccole variazioni (comprese fra lo 0,0001% e lo 0,001% del valore medio, su scale angolari di diversi gradi)  si è dimostrata fondamentale per la successiva evoluzione della Cosmologia, tanto che COBE è stato seguito da una lunga serie di esperimenti (BOOMERanG, WMAP e in futuro Planck, per citare solo i più importanti) per misurare con maggiore dettaglio le proprietà della CMBR, in particolare il suo spettro angolare e la sua polarizzazione. "osservando la radiazione da una posizione situata molto al di sopra dell'atmosfera terrestre , il satellite COBE non era influenzato da variazioni spurie dovute a cambiamenti atmosferici e svolgeva il suo lavoro con precisione molto superiore a quella di qualsiasi analogo esperimento eseguito sulla Terra ".
Due dei principali ideatori e realizzatori di COBE, John C. Mather e George F. Smoot, hanno ricevuto il Premio Nobel per la Fisica del 2006 per i risultati conseguiti dal satellite.